# Podarcis milensis
Podarcis milensis là một loài thằn lằn trong họ Lacertidae. Loài này được Bedriaga mô tả khoa học đầu tiên năm 1882.